# Майский кризис во Франции (1958)
Майский кризис (1958) (или Алжирский путч или переворот 13 мая) был политическим кризисом во Франции во время беспорядков, вызванных войной за независимость Алжира (1954—1962) который привёл к краху Четвёртой республики и её замене Пятой республикой во главе с Шарлем де Голлем вернувшимся к власти после двенадцатилетнего отсутствия. Всё началось как политическое восстание в Алжире 13 мая 1958 года, а затем переросло в военный государственный переворот возглавляемый коалицией под руководством депутата от Алжира и офицером запаса воздушно-десантных войск Пьером Лагайярдом, французскими генералами Раулем Саланом, Эдмоном Жуо, Жаном Грасье, и Жаком Массю, а также адмиралом Филиппом Обойно, командующим Средиземноморским флотом. Переворот поддержали бывший генерал-губернатор Алжира Жак Сустель и его союзники-активисты.
Целью переворота было воспрепятствовать формированию нового правительства Пьера Пфлимлена и навязать изменение политики в пользу правых сторонников Французского Алжира.

## Контекст
Периодические кризисы кабинета привлекли внимание к нестабильности, присущей Четвертой республике, и усилили опасения французской армии и франкоалжирцев по поводу того, что безопасность Французского Алжира, заморского департамента Франции, подрывается партийной политикой. Командующие армией были раздражены тем, что они считали неадекватной и некомпетентной государственной поддержкой военных усилий по прекращению войны. Было широко распространено мнение, что очередная катастрофа, подобная той, что произошла в Индокитае в 1954 году, не за горами, и что правительство отдаст приказ о ещё одном слишком резком выводе войск и принесет в жертву французскую честь политической целесообразности. Результатом стало возвращение Шарля де Голля.

## Переворот
После своего турне в качестве генерал-губернатора Жак Сустель вернулся во Францию, чтобы организовать поддержку возвращения де Голля к власти, сохранив при этом тесные связи с армией и поселенцами. К началу 1958 года он организовал государственный переворот, объединив диссидентских армейских офицеров и колониальных чиновников с сочувствующими голлистами. 13 мая правые элементы захватили власть в Алжире и призвали к созданию правительства общественного спасения под руководством генерала де Голля. Массю стал председателем Комитета общественного спасения и одним из лидеров восстания. Генерал Салан взял на себя руководство Комитетом общественного спасения, сформированным для замены гражданской власти, и настаивал на требованиях хунты о том, чтобы президент Франции Рене Коти назначил де Голля главой правительства национального союза, наделенного чрезвычайными полномочиями для предотвращения «оставления Алжира». Салан объявил по радио, что армия «временно взяла на себя ответственность за судьбу французского Алжира». 15 мая Салан с балкона здания генерал-губернаторства Алжира под давлением Массю провозгласил «Да здравствует де Голль!». Через два дня де Голль ответил, что готов «взять на себя полномочия республики». Многие забеспокоились, увидев в этом ответе поддержку армии.:373–416
На пресс-конференции 19 мая де Голль вновь заявил, что находится в распоряжении страны. Когда журналист выразил обеспокоенность тех, кто опасался, что он нарушит гражданские свободы, де Голль яростно возразил:
Я когда-нибудь делал это? Наоборот, я восстановил их, когда они исчезли. Кто искренне верит, что в 67 лет я начну карьеру диктатора?
24 мая французские десантники из Алжира высадились на Корсике на самолетах, взяв французский остров в ходе бескровной операции «Корс». Впоследствии в Алжире велась подготовка к операции «Воскресение», целью которой был захват Парижа и свержение французского правительства с помощью десантников и бронетанковых войск, базировавшихся в Рамбуйе. Операция «Воскресение» должна была быть реализована в случае реализации одного из трёх сценариев: если де Голль не был утверждён парламентом в качестве лидера Франции, если де Голль попросил военной помощи для захвата власти или если казалось, что Французская коммунистическая партия предпринимала попытки захватить власть во Франции.
Политические лидеры многих сторон согласились поддержать возвращение генерала к власти, за заметным исключением Франсуа Миттерана, который был министром в социалистическом правительстве Ги Молле, Пьера Мендес-Франса (член Радикально-социалистической партии, бывший премьер-министр), Алена Савари (также член Французской секции Рабочего Интернационала (SFIO)) и Коммунистической партии. Философ Жан-Поль Сартр, известный атеист, сказал: «Я бы предпочёл проголосовать за Бога», поскольку он, по крайней мере, был бы скромнее де Голля». Мендес-Франс и Савари, выступая против поддержки де Голля их соответствующими партиями, вместе сформируют в 1960 году Parti socialiste autonome (PSA, Автономная социалистическая партия), предшественницу Parti socialiste unifié (PSU, Объединённая социалистическая партия).

## Возвращение де Голля к власти (29 мая 1958 г.)

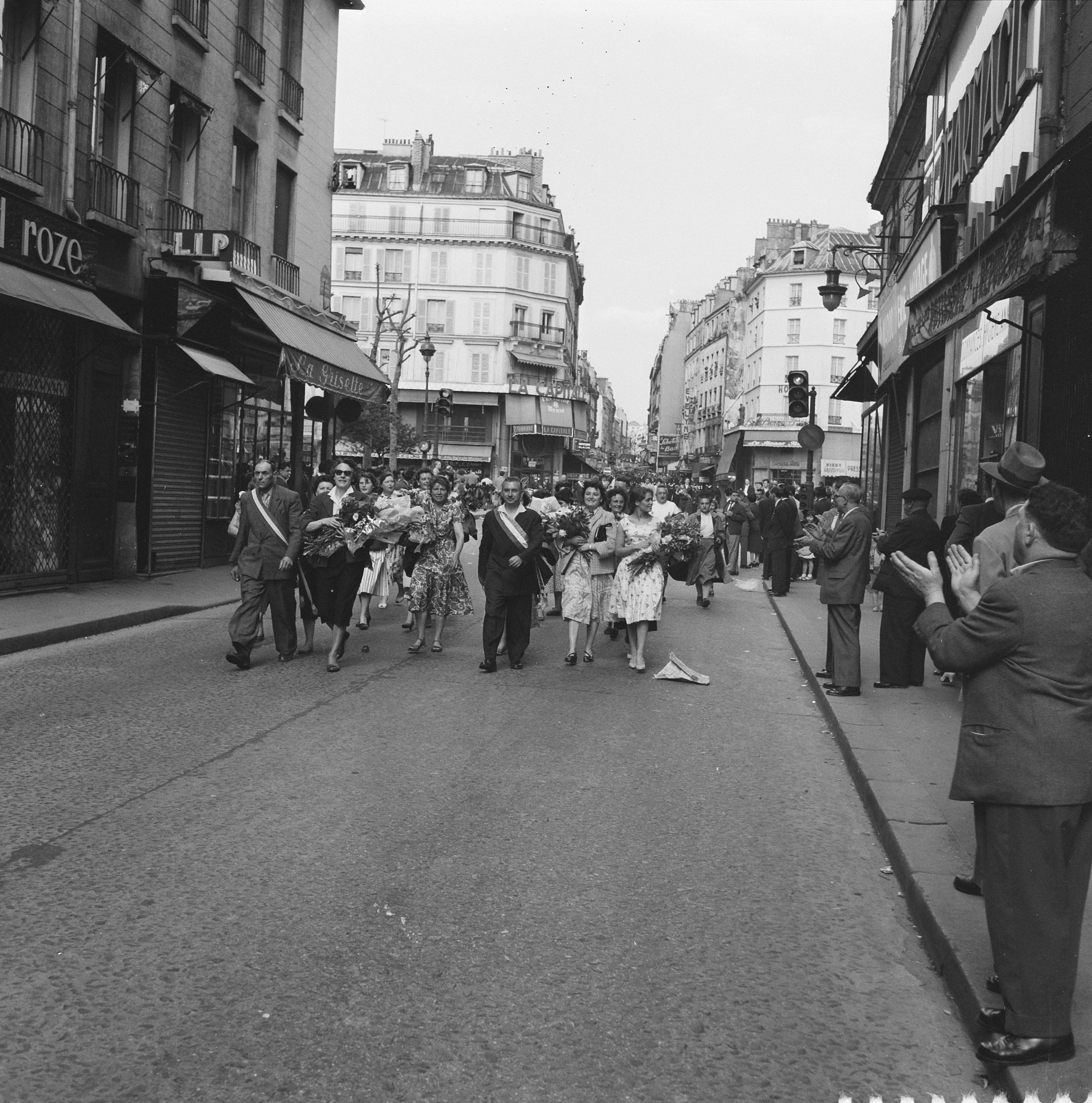
Демонстрация на улице Фобур-дю-Темпл в Париже 1 июня.

29 мая президент Рене Коти заявил парламенту, что страна находится на грани гражданской войны, поэтому он «обращается к самому прославленному из французов, к человеку, который в самые тёмные годы нашей истории был нашим главой по отвоеванию свободы и который отказался от диктатуры, чтобы восстановить республику. Я прошу генерала де Голля посовещаться с главой государства и обсудить с ним, что в рамках республиканской законности необходимо для немедленного формирования правительства национальной безопасности и что можно сделать за довольно короткое время для глубокой реформы наших институтов». Де Голль принял предложение Коти при предварительном условии, что будет введена новая конституция, создающая могущественное президентство, при котором единоличный исполнительный орган, первым из которых должен был быть он сам, правил в течение семи лет. Другим условием было предоставление ему чрезвычайных полномочий сроком на шесть месяцев.
Вновь сформированный кабинет де Голля был одобрен Национальным собранием 1 июня 1958 года 329 голосами против 224, при этом ему было предоставлено право управлять постановлениями на шестимесячный период, а также задача разработать новую конституцию.
Майский кризис показал, что Четвёртая республика к 1958 г. больше не имела поддержки со стороны французской армии в Алжире и находилась в её власти даже в гражданских политических вопросах. Этот решающий сдвиг в соотношении сил в военно-гражданских отношениях во Франции в 1958 г. и угроза применения силы явились главным непосредственным фактором возвращения де Голля к власти во Франции.

## Новая конституция
Де Голль обвинил институты Четвёртой республики в политической слабости Франции — голлистское прочтение, которое до сих пор популярно. Поскольку он уполномочил новую конституцию и отвечал за её общую структуру, де Голля иногда называют автором конституции, хотя фактически она была разработана летом 1958 года голлистом Мишелем Дебре. Проект во многом следовал положениям речей де Голля в Байе в 1946 году, что привело к созданию сильной исполнительной власти и довольно президентскому режиму — президенту была предоставлена ответственность управлять Советом министров а также к принятию статьи 16, предоставляющей «чрезвычайные полномочия» президенту в случае объявления чрезвычайного положения, и двухпалатности.
Хотя большинство политиков поддерживали де Голля, Миттеран, выступавший против новой конституции, в 1964 г., как известно, осудил «перманентный государственный переворот». 28 сентября 1958 г. состоялся референдум, и 79,2% проголосовавших поддержали новую конституцию и создание Пятой республики. Колониям (Алжир официально был тремя департаментами Франции, а не колонией) был предоставлен выбор между немедленной независимостью и новой конституцией. Все колонии проголосовали за новую конституцию и замену Французского Союза Французским сообществом, кроме Гвинеи - которая, таким образом, стала первой французской африканской колонией, получившей независимость ценой немедленного прекращения всей французской помощи.:407
Де Голль был избран президентом Французской Республики и Африканского и малагасийского сообщества 21 декабря 1958 года непрямым голосованием. Его инаугурация состоялась 8 января 1959 года. Тем временем де Голль 14 сентября 1958 года встретился с канцлером Германии Конрадом Аденауэром в своём доме в Коломбе-ле-Дёз-Эглиз; 17 сентября 1958 г. он направил президенту США Дуайту Эйзенхауэру меморандум, в котором напомнил о своей воле к национальной независимости; 27 декабря 1958 г. он также принял финансовые меры для сокращения государственного дефицита, а в октябре 1958 г. в Алжире призвал к «миру храбрых» (paix des braves).